# Cantón de Saint-Germain-du-Plain
El cantón de Saint-Germain-du-Plain era una división administrativa francesa, que estaba situada en el departamento de Saona y Loira y la región de Borgoña.

## Composición
El cantón estaba formado por siete comunas:
- Baudrières
- L'Abergement-Sainte-Colombe
- Lessard-en-Bresse
- Ouroux-sur-Saône
- Saint-Christophe-en-Bresse
- Saint-Germain-du-Plain
- Tronchy

## Supresión del cantón de Saint-Germain-du-Plain
En aplicación del Decreto nº 2014-182 de 18 de febrero de 2014, el cantón de Saint-Germain-du-Plain fue suprimido el 22 de marzo de 2015 y sus 7 comunas pasaron a formar parte del nuevo cantón de Ouroux-sur-Saône.